# وازوتوسین
وازوتوسین یک هورمون نانوپپتید و دارای برخی خصوصیات شبیه به اکسی توسین و وازوپروسین است که در واحد فوق بصری-نوروهیپوفیزی پرندگان، خزندگان، دوزیستان و ماهی‌ها تولید می‌شود. این هورمون در افزایش شدت تراوایی کیسه مثانه قورباغه دخالت دارد. به این ترتیب که تحت تأثیر هورمون‌های هیپوفیز خلفی، مخاط کیسه مثانه آب بیشتری را از خود عبور می‌دهد و این آب پس از رسیدن به لایه سروز وارد رگ‌ها شده و بازجذب می‌شود. تزریق هورمون‌های هیپوفیز خلفی به دوزیستان نه تنها تراوایی کیسه مثانه بلکه میزان جدب آب را از طریق پوست را نیز بالا می‌برد.
اثر وازوپرسین در پستانداران بیش از وازوتوسین در پرندگان عکس این صدق می‌کند و همچنین اکسی توسین در هر دو گروه این مهره‌داران بدون اثر مدر می‌باشد.